# São Francisco de Assis (Rio Grande do Sul)
São Francisco de Assis is een gemeente in de Braziliaanse deelstaat Rio Grande do Sul. De gemeente telt 19.909 inwoners (schatting 2009).

## Verkeer en vervoer
De plaats ligt aan de wegen BR-377 en RS-241.